# Fernrohrbrille

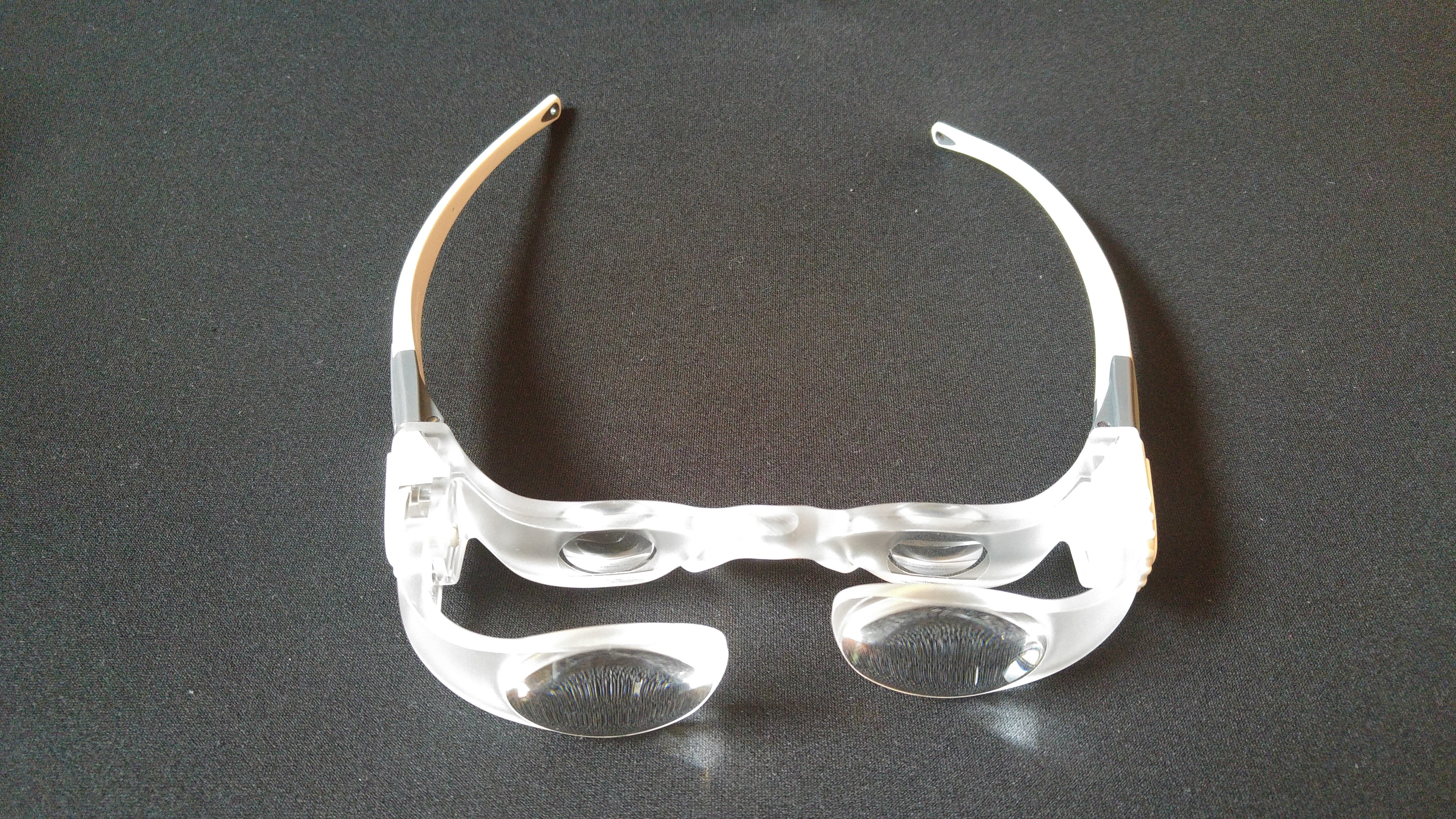
Fernrohrbrille mit Einstellmöglichkeit für unterschiedliche Entfernungen

Eine Fernrohrbrille ist eine Brille, auf die meist ein miniaturisiertes Galilei-Fernrohr mit Abmessungen im ein- bis zweistelligen Millimeterbereich montiert ist.

## Bauformen
Es gibt Fernrohrbrillen, bei denen das optische System fest mit der Brille verbunden ist. Meist sind bei solchen die Fernrohre (bei monokularen Systemen nur ein Fernrohr) in die Brillengläser dort eingepasst, wo bei Bifokalbrillen der Nahsichtbereich zu finden ist. Diese Systeme müssen durch einen Optiker an den Träger angepasst werden – die Fernrohre müssen auf die Pupillen ausgerichtet und der Abstand Auge/Fernrohrokular eingestellt werden. Zudem gibt es Systeme, bei denen die Fernrohroptik mit einem Clip an die eigentliche Brille angebracht wird. Bei anderen Fernrohrbrillen wird das optische System durch ein Kopfband gehalten. Im strengen Sinne handelt es sich dann nicht mehr um eine Fernrohrbrille, da die Brille fehlt. Bei diesen beiden Systemen bedarf es keiner besonderen Anpassung durch einen Optiker.
Fernrohrbrillen finden in vielen Bereichen Anwendung, in denen kleine Strukturen erkannt werden müssen und es gleichzeitig von Vorteil ist, beide Hände für die Arbeit zur Verfügung zu haben. Beispiele sind Medizin und Zahnmedizin (z. B. in der Handchirurgie), Feinmechanik und Uhrmacherei etc.
Zudem werden sie als Sehhilfe für Sehbehinderte und bei der Steuerung von Flugmodellen eingesetzt.

## Optischer Hintergrund

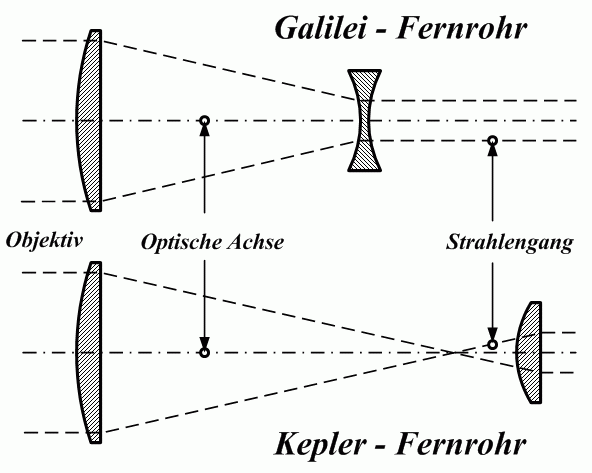
Galilei-Fernrohr mit Sammel- und Zerstreuungslinse und Kepler-Fernrohr mit zwei Sammellinsen im Vergleich. Beim Galilei-Fernrohr ist der Abstand der Linsen geringer, was eine kürzere und kompaktere Bauform solcher Systeme ermöglicht

Galileisysteme haben gegenüber Kepler-Fernrohren den Vorteil, dass sie mit kürzerer Bauform realisierbar sind, weil das Bild beim Galileisystem aufrecht steht und nicht durch Spiegel oder Prismen gedreht werden muss.
Bei einer Fernrohrbrille mit Galileisystem kann in einem weiten Bereich von nah bis unendlich fokussiert werden. Das unterscheidet sie von den deutlich günstigeren Lupenbrillen, bei denen der Schärfebereich fix ist, was dazu führt, dass man einen fest definierten Arbeitsabstand hat.